# Gozbert (Tegernsee)
Gozbert (auch Gosbert, Gozpert; * 10. Jahrhundert in Essing (?); † 21. Januar 1001 im Kloster Tegernsee) war ein deutscher Benediktiner und Abt des Klosters Tegernsee.

## Leben
Gozbert stammte vermutlich aus einer Adelsfamilie aus Essing bei Kelheim. Sein Bruder Walkun und er erhielten ihre Ausbildung in Augsburg. Nachdem er mit seinem Bruder um 975 eine Schenkung an das Kloster Sankt Emmeram gemacht hatte, wurde er unter dem Abt Ramwold in das Kloster und den Benediktinerorden aufgenommen und Domkleriker am Regensburger Dom. Mit Ramwold soll ihn auch später noch eine Freundschaft verbunden haben.
Gozbert wurde 982 zum Abt des Klosters in Tegernsee gewählt. Als solcher baute er die Beziehungen zu den Klöstern Sankt Emmeram in Regensburg, Sankt Mang in Füssen, Sankt Pantaleon in Köln sowie Sankt Burkard in Würzburg aus. Daneben ließ er das Kloster Feuchtwangen erneuern und entsendete unter anderem Froumund von Tegernsee dorthin. Er gilt als Klosterreformer und baute in Tegernsee sowohl die Bibliothek als auch das Archiv aus. Dabei ließ er insbesondere Abschriften antiker Autoren anfertigen. Daneben förderte er auch die Klosterschule und gründete eine Malerschule. Außerdem ließ er im Kloster Glockenguss, Glasmalerei und Holzschnitzerei pflegen.
Er unterhielt freundschaftliche Beziehungen zu Wolfgang von Regensburg und zum späteren Kaiser Heinrich II. sowie zu Adelheid von Burgund, die ihn bei seinen Reformen unterstützt haben sollen. 